# San Girolamo penitente (Maestro di La Seu d'Urgell)
San Girolamo penitente è un dipinto del Maestro di La Seu d'Urgell realizzato circa nel 1495 e conservato nel Museo nazionale d'arte della Catalogna di Barcellona in Spagna. Proviene dalle porte dell'organo della cattedrale Seo de Urgel (Alto Urgel).

## Descrizione
Tra tutti i frammenti che costituivano l'insieme decorativo delle porte dell'organo della cattedrale Seo de Urgel, spicca per qualità e originalità la scena della Presentazione di Gesù al Tempio.
Rappresenta un tema popolare nell'iconografia del tempo e serve per evidenziare il ruolo importante che la provvidenza assegna alla Chiesa nella sua missione redentrice. Tutto il programma iconografico, infatti, ruota attorno al tema della Chiesa come comunità di credenti.